# Liste der Wegekreuze und Bildstöcke im Bonner Ortsteil Oberkassel
Die folgende Liste enthält die Wege-, Grabkreuze und Bildstöcke, die auf dem Gebiet des Bonner Ortsteils Oberkassel im Stadtbezirk Beuel nachgewiesen sind.
| Bild           | Bezeichnung          | Lage                                     | Beschreibung | Inschrift                                                                                             | Bauzeit         | Denkmalnummer |
| -------------- | -------------------- | ---------------------------------------- | --- | --- | --------------- | ------------- |
| weitere Bilder |                      | Adrianstraße Karte                       | Der Bildstock wurde 1988 erbaut und am 10. Juni 1988 geweiht. Er befindet sich in der Adrianstraße vor dem Haus mit der Hausnummer 173a. | Erbaut 1988 Eingeweiht am 10. Juni 1988 am Herz-Jesu-Fest im marianischen Jahr vom Pfarrer Sistermann | 1988            |               |
| weitere Bilder | Passionskreuz        | Kastellstraße 40 Karte                   | Das Passionskreuz genannte Wegekreuz (Prälat-Hermann-Kreuz) wurde 1767 errichtet und befindet sich heute an der Pfarrkirche St. Cäcilia, an der Kastellstraße. | CrVCIfIXO deo a praeLato herMano A G G                                                                | 1767            | A 1561        |
| weitere Bilder |                      | Am Stingenberg Karte                     | Das Heiligenhäuschen wurde im 19. Jahrhundert errichtet und befindet sich heute an der Straße Am Stingenberg. | | 19. Jahrhundert | A 865         |
| weitere Bilder | Prälat-Hermann-Kreuz | Büchelstraße 40 Karte                    | Das Wegekreuz (Prälat-Hermann-Kreuz) wurde 1767 errichtet und befindet sich heute an der Ecke Büchelstraße, Hausnummer 40, und Am Mönchshof. | CrVCIfIXO deo a praeLato herMano                                                                      | 1767            | A 2319        |
| weitere Bilder |                      | Büchelstraße 7 Karte                     | Das Heiligenhäuschen befindet sich an der Ecke Büchelstraße, Hausnummer 7, und Rauchlochweg. | |                 |               |
| weitere Bilder |                      | Büchelstraße 99 Karte                    | Das Wegekreuz wurde 1684 errichtet und befindet sich heute in der Ecke Büchelstraße, Hausnummer 99. Das Kreuz wurde Mitte der 1980er-Jahre auf dem Grundstück gefunden. Die Inschrift des Kreuzes lässt auf den alten Prozessionsweg schließen, der steil zum Kuckstein hinaufführte. | EN LEV QVOD PORTO TOLLE VIATOR ONVS ANNO 1684                                                         | 1684 / 1988     |               |
| weitere Bilder |                      | Büchelstraße 77 Karte                    | Das Heiligenhäuschen befindet sich in der Büchelstraße gegenüber dem Haus mit der Hausnummer 77. | |                 | A 4122        |
| weitere Bilder | Strack-Hof-Kreuz     | Berghovener Straße 16 Karte              | Das Strack-Hof-Kreuz genannte Wegekreuz wurde 1761 errichtet und befindet sich auf dem Grundstück des ehemaligen Strack-Hofes, Berghovener Straße 16. | ROLANT RICHARTS UND ANA GIETRAUD HARFENT GEWESENE EHLEITH 52 IN DER ERSTEN EHE                        | 1761            | A 1726        |
| weitere Bilder |                      | Hosterbacher Straße/Alsstraße Karte      | Das Heiligenhäuschen aus dem Jahr 1954 befindet sich an der Ecke Hosterbacher Straße und Alsstraße. | | 1954            |               |
| weitere Bilder | Magdalenenkreuz      | Kastellstraße 40 Karte                   | Das Magdalenenkreuz genannte Wegekreuz wurde im 17. Jahrhundert errichtet und befindet sich heute an der Pfarrkirche St. Cäcilia, an der Kastellstraße. | | 17. Jahrhundert | A 1561        |
| weitere Bilder |                      | Jakobstraße 23 Karte                     | Das Heiligenhäuschen aus dem Jahr 1974 befindet sich in der Jakobstraße vor dem Haus Nummer 23. Der Bildstock wurde in Erinnerung an einen Bildstock von 1897 aufgestellt, der früher an dieser Stelle stand.                                                                         | ZUM ANDENKEN AN DEN 1897 ERRICHTETEN BILDSTOCK ANNO DOMINI 1974                                       | 1974            |               |
| weitere Bilder |                      | Königswinterer Straße/Kinkelstraße Karte | Das Wegekreuz wurde 1902 errichtet und befindet sich heute an der Ecke Königswinterer Straße und Kinkelstraße. | Errichtet 1902                                                                                        | 1902            | A 3901        |
| weitere Bilder |                      | Kastellstraße 32 Karte                   | Das Wegekreuz wurde 1738 errichtet und befindet sich heute vor dem Haus Kastellstraße 32. | Über der Muschelnische : I M I 1738, im Sockelschaft: MAGRETA BVSGEN GENAND REVRS                     | 1738            | A 3855        |